# Exit (bande dessinée, Werber)
 (mai 2019).
 (mai 2019).
- Si vous ne connaissez pas le sujet, laissez ce bandeau (vous pouvez alors contacter les auteurs).
- Si vous supprimez le contenu mis en cause (vous pouvez préalablement contacter les auteurs),

argumentez précisément cette suppression dans la page de discussion
(un manque de référence n'est pas un argument ; une recherche réelle de référence doit avoir été effectuée, être formellement documentée).
Pour les articles homonymes, voir Exit.
Exit est une série de bande dessinée.
- Scénario : Bernard Werber
- Dessins : Alain Mounier, Éric Puech
- Couleurs : Sophie Dumas

## Résumé

### Exit
Amandine teste des jeux vidéo pour un magazine. Mais arrive un de ces mauvais jours qui vous gâchent tout, et Amandine se fait virer de son boulot, puis trompée par son petit ami, sans oublier son loyer qui ne se paye pas tout seul. Et même SOS suicide lui dit qu'elle est trop intelligente pour être rassurée…
Alors il ne lui reste plus qu'une seule solution : Exit, une société mystérieuse qui possède un système précis : vous tuez une personne qui souhaite se suicider ou partir en beauté, et on vous rend la pareille. Et, bien sûr, elle reprend rapidement goût à la vie. Trop tard ?

### Le Deuxième Cercle
Toujours prisonnière d'Exit au château d'Esperandieu, Amandine Wells tente d'envoyer un SOS depuis Internet. Au moment d'envoyer le message, elle a la surprise de se retrouver face à Pierre, qu'elle croyait décédé dans un accident de voiture causé par un membre d'Exit.
Elle va cependant vite se rendre compte que Pierre n'est plus vraiment de son côté, et la fuite se pose à nouveau comme sa seule solution. Mais même la fuite peut se révéler limitée quand on sait que 25 000 personnes en mal de sensations fortes sont à vos trousses.
Et Amandine a gagné de l'importance dans la hiérarchie Exit, car après trois morts, elle atteint le deuxième cercle...

### Jusqu'au dernier souffle
La traque continue pour Amandine Wells. Cette fois-ci, elle joue au chat et à la souris sur une île perdue, des chiens dressés à tuer et une chasseuse sans états d’âme aux trousses.
Une fois de plus, les circonstances vont pencher en sa faveur. Elle arrive à s’enfuir avec son chat Kafka dans une montgolfière qui passait par là. Gabriel, son sauveteur occasionnel, la conduit dans son repaire, niché au cœur même d’un arbre centenaire.
Il explique alors à Amandine qu’il est lui-même un fugueur, et que l’argent qu’il a gagné avec un jeu vidéo qu’il a récemment créé lui a permis de se construire un pied-à-terre des plus originaux.
Mais tandis qu’Amandine se lie avec le jeune homme, Exit continue la chasse. Et Gabriel pourrait bien être impliqué dans cette affaire plus qu’il ne veut bien le raconter à Amandine…

## Éditions
Volumes publiés séparément
1. Bernard Werber (scénario) et Alain Mounier (dessins), Exit [Tome 1], éditions Albin Michel, Paris, 1999, 45 p.,  (ISBN 2-226-10451-8), (BNF 36977736). — Volume renommé Contact dans les éditions intégrales publiées à partir de 2003.
2. Bernard Werber (scénario) et Alain Mounier (dessins), Le Deuxième Cercle [Tome 2], éditions Albin Michel, Paris, 2000, 43 p.,  (ISBN 2-226-11474-2), (BNF 37114846).
3. Bernard Werber (scénario) et Éric Puech (dessins), Jusqu'au dernier souffle [Tome 3], éditions Albin Michel, Paris, 2000, 44 p.,  (ISBN 2-226-12542-6), (BNF 38891376).

Éditions intégrales
- Bernard Werber (scénarios), Alain Mounier et Éric Puech (dessins), Exit [sans mention des coloristes] avec la collaboration de Walter Pezzali et Sophie Dumas, pour les couleurs), éditions Albin Michel, [sans nom de collection], Paris, 2003, 45-43-47 p.,  (ISBN 2-226-14413-7), (BNF 39117329).
- Bernard Werber (scénarios), Alain Mounier et Éric Puech (dessins), Exit (avec la collaboration de Walter Pezzali et Sophie Dumas, coloristes), éditions Albin Michel, coll. « Les Intégrales », Paris, 2008, 141 p.,  (ISBN 978-2-35626-108-3), (BNF 41425210).

## Critiques et analyses
Planète BD estime que la trilogie est décevante.